# Полигирос
 Тази статия е за града на Халкидика.  За селото в Епир вижте Полигирос (дем Додони).  
Полигирос или Полигиро (на гръцки: Πολύγυρος) е град в Егейска Македония, Гърция, център на дем Полигирос в административна област Централна Македония. Полигирос е и митрополитска катедра на Касандрийската епархия на Гръцката православна църква.

## География
Градът е разположен в центъра на Халкидическия полуостров в югозападното подножие на планината Холомонда на 70 километра югоизточно от Солун.

## История

### В Османската империя
Александър Синве („Les Grecs de l’Empire Ottoman. Etude Statistique et Ethnographique“) в 1878 година пише, че в Полигирос (Polyghiros), Касандрийска епархия, живеят 1800 гърци. Към 1900 година според статистиката на Васил Кънчов („Македония. Етнография и статистика“) в Полигеро живеят 3000 жители гърци християни.
По данни на секретаря на Българската екзархия Димитър Мишев („La Macédoine et sa Population Chrétienne“) в 1905 година в Палигеро (Palighero) има 2000 гърци.

### В Гърция
В 1912 година, по време на Балканската война, в Полигирос влизат гръцки части и след Междусъюзническата война в 1913 година остава в Гърция.
| Име          | Име           | Ново име   | Ново име   | Описание                                     |
| ------------ | ------------- | ---------- | ---------- | -------------------------------------------- |
| Кукар Рахони | Κούκαρ Ραχώνι | Рахони     | Ραχώνι     | възвишение на СИ от Олинтос                  |
| Кистрес      | Κιστρες       | Воскотопос | Βοσκότοπος | местност на СИ от Олинтос                    |
| Чауши Милос  | Τσαούση Μύλος | Милос      | Μύλος      | мелница на ЮЗ от Полигирос и на С от Олинтос |
| Магазудия    | Μαγαζούδια    | Врахаки    | Βραχάκι    | възвишение на ЮЗ от Полигирос                |
| Пипинистра   | Πιπινίστρα    | Митери     | Μυτερή     |                                              |
| Гуджанатика  | Γκουτζανάτικα | Агорасмено | Άγορασμένο | местност на ЮЗ от Полигирос                  |
| Балабан      | Μπαλαμπαν     | Ститури    | Στηθούρι   | връх в Холомонда на С от Полигирос (758 m)   |
| Малам Рахи   | Μαλάμ Ράχη    | Врахос     | Βράχος     | връх в Холомонда на С от Полигирос (838 m)   |
| Халбуки      | Χαλμπούκι     | Сорос      | Σωρός      | връх в Холомонда на С от Полигирос           |

## Личности
Видни жители на града са революционерът, участник в Гръцката война за независимост и по-късно виден политик Георгиос Хрисиидис (1799 – 1873), революционерът Киркос Папагеоргакис, художниците Георгиос Кастрециос (1897 – 1971), Георгиос Паралис (1908 – 1975) и Стельос Ставрос.